# CS Forex Brașov
Forex Brașov a fost o echipă de fotbal din orașul Brașov, România. Echipa s-a retras din campionat in sezonul 2008-2009 al Ligii a II-a la de 21 octombrie 2008. În sezonul 2009-2010 a participat în Liga a IV-a (județul Brașov), terminând pe poziția a 4-a.

## Istorie
În vara anului 2003, Forex a fuzionat prin absorbție cu câștigătoarea Diviziei D la fotbal, FC Covasna și astfel echipa a putut fi legitimată ca echipă profesionistă la FRF, evoluând din acel an în Divizia C. În vara anului 2004, a mai avut loc o absorbție. Echipa Romradiatoare Brașov a trecut la Forex, iar Pădurarii au fost, din nou, înscriși în Divizia C, dar cu un nou antrenor, Adrian Hârlab.
În tur Pădurarii au terminat turul pe locul trei dar a urmat un retur de senzație, cu 13 victorii consecutive și o promovare en-fanfare. Lotul de jucători ce a dus Forexul în Divizia C a fost format din: Ioan Arotăriței, Radu Turdean - portari; Cristi Apostol, Rareș Forika, Iulia Andrasi, Cosmin Colțea, Valentin Onciu, Mihai Mocanu - fundași; Mihai Mocanu, Cosmin Băcilă, Flavius Ciolan, Alin Rus, Șerban Moraru, Nicolae Cristea, Codruț Catana, Virgil Marsavela, Sorin Balu - mijlocași; Ion Coman, Francisc Marton, Ionuț Vasiliu. Antrenori: Adrian Hârlab și Decebal Câmpeanu. Având în vedere situația grea din clasament în care se afla Clubul Sportiv Forex Brașov, ca și lipsa de perspectivă a unor rezultate care să redea încrederea în forțele proprii, conducerea clubului a luat decizia de a retrage echipa din campionatul Ligii a II-a de fotbal la data de 21 octombrie 2008. În sezonul 2011–12, doar echipa de tineret participase la campionatul de juniori a Ligii a IV-a.

## Jucători

### Lotul sezonului 2009-2010
| Nr. |         | Poziție | Jucător          |
| --- | ------- | ------- | ---------------- |
| -   | România | P       | Alexandru Marc   |
| -   | România | P       | Remus Dănălache  |
| -   | România | P       | Eduard Ciocan    |
| -   | România | F       | Marius Burlacu   |
| -   | România | F       | Ionuț Neagu      |
| -   | România | F       | Cristian Apostol |
| -   | România | F       | Marius Budău     |
| -   | România | F       | Mihai Filip      |
| -   | România | F       | Sorin Bălu       |
| -   | România | M       | Ionuț Leică      |
| -   | România | M       | Mihăiță Chipciu  |
| -   | România | M       | Ionuț Stegaru    |

| Nr. |         | Poziție | Jucător                    |
| --- | ------- | ------- | -------------------------- |
| -   | România | M       | Silviu Pintea              |
| -   | România | M       | Calin Moldovan             |
| -   | România | M       | Nicolae Cristea            |
| -   | România | M       | Alexandru Benga            |
| -   | România | M       | Claudiu Codoban            |
| -   | România | M       | Codruț Catana              |
| -   | România | M       | Laurențiu Dragoș           |
| -   | România | F       | Mihai Istrofor             |
| -   | România | A       | Ion Coman                  |
| -   | România | A       | Ionuț Vasiliu              |
| -   | România | A       | Barna Bajko                |
| -   | România | A       | Radu Leonte                |
| -   | România | A       | Sasu Sebastian(împrumutat) |
| -   | România | A       | Adrian Udeanu              |

## Foști Jucători
- Cosmin Băcilă
- Gabriel Kajcsa
- Florin Manea
- Florin Stângă
- Florin Dumitru
- Remus Dănălache
- Iulian Popa
- Claudiu Codoban
- Cosmin Băcilă
- Attila Vajda
- Eugen Beza
- Andrei Bozeșan
- Robert Tufiși
- Cosmin Frăsinescu
- Cristian Dumitru Apostol
- Silviu Pintea
- Irinel Voicu
- Ionuț Neagu
- Ionuț Vasiliu
- Calin Viorel Moldovan
- Bogdan Stegaru
- Alexandru Marc
- Alexandru Chipciu
- Virgin Marșavela
- Cornel Coman
- Onciu Valentin

## Echipa Tehnică
- Călin Moldovan - antrenor principal
- Radu Turdean - antrenor secund
- Rareș Bârla - medic
- Dan Onofrei - Maseur
- George Sendroiu - Magazioner

## Echipa administrativă
- Nicolae Țucunel - președinte
- Ilie Luca - director sportiv
- Dan Crăciun - ofițer de presă

## Legături externe
- Site Oficial www.fcforex.ro